# Ladislav Maier
Ladislav Maier (Boskovice, 4. siječnja 1966. - ) češki je nogometni vratar. Za Češku reprezentaciju odigrao je 7 utakmica na Europskom prvenstvu 1996. u Engleskoj i 2000. u Belgiji i Nizozemskoj. Osim za reprezentaciju, branio je i u klubovima Drnovice, Zbrojovki iz Brna i Slovan Liberecu.
Maier je branio i za bečki Rapid, gdje je primao žestoke kritike od trenera Lothara Matthäusa, zbog čega je nakon sedam godina igranja 2005. godine napustio klub.

## Vanjske poveznice
- (češ.) (engl.) Ladislav Maier  Arhivirana inačica izvorne stranice od 26. siječnja 2016. (Wayback Machine) na službenim stranicama Češkog nogometnog saveza
- (engl.) Igračke statistike na soccerbase.com
- (njem.) Profil na stranicama Rapid Beča